# 1988-as Roland Garros
Az 1988-as Roland Garros az év második Grand Slam-tornája, a Roland Garros 87. kiadása volt, amelyet május 23–június 5. között rendeztek Párizsban. A férfiaknál a svéd Mats Wilander, a nőknél a német Steffi Graf nyert.

## Döntők

### Férfi egyes
Mats Wilander -  Henri Leconte 7-5, 6-2, 6-1

### Női egyes
Steffi Graf -  Natalia Zvereva 6-0, 6-0

### Férfi páros
Andres Gomez /  Emilio Sanchez -  John Fitzgerald /  Anders Järryd 6-3, 6-7, 6-4, 6-3

### Női páros
Martina Navratilova /  Pam Shriver -  Claudia Kohde-Kilsch /  Helena Suková 6-2, 7-5

### Vegyes páros
Lori McNeil /  Jorge Lozano -  Brenda Schultz /  Michiel Schapers, 7-5, 6-2

## Juniorok

### Fiú egyéni
Nicolas Pereira –  Magnus Larsson, 7–6, 6–3

### Lány egyéni
Julie Halard –  Andrea Farley, 6–2, 4–6, 7–5

### Fiú páros
Jason Stoltenberg /  Todd Woodbridge –  Cristiano Caratti /  Goran Ivanišević, 7–6, 7–5

### Lány páros
Alexia Dechaume /  Emmanuelle Derly –  Julie Halard /  Maider Laval, 6–4, 3–6, 6–3